# Weinfelden
Weinfelden este o comună din cantonul Thurgau din Elveția. Este capitala districtului cu același nume.
Weinfelden are o așezare veche, care a fost cunoscută în timpul romanilor ca Quivelda (Winis Feld). A devenit cunoscut în toată Elveția mai ales pentru echipa sa de hochei, HC Thurgau, care joacă în prezent în Swiss League (a doua ligă elvețiană profesională de hochei pe gheață).

## Istorie

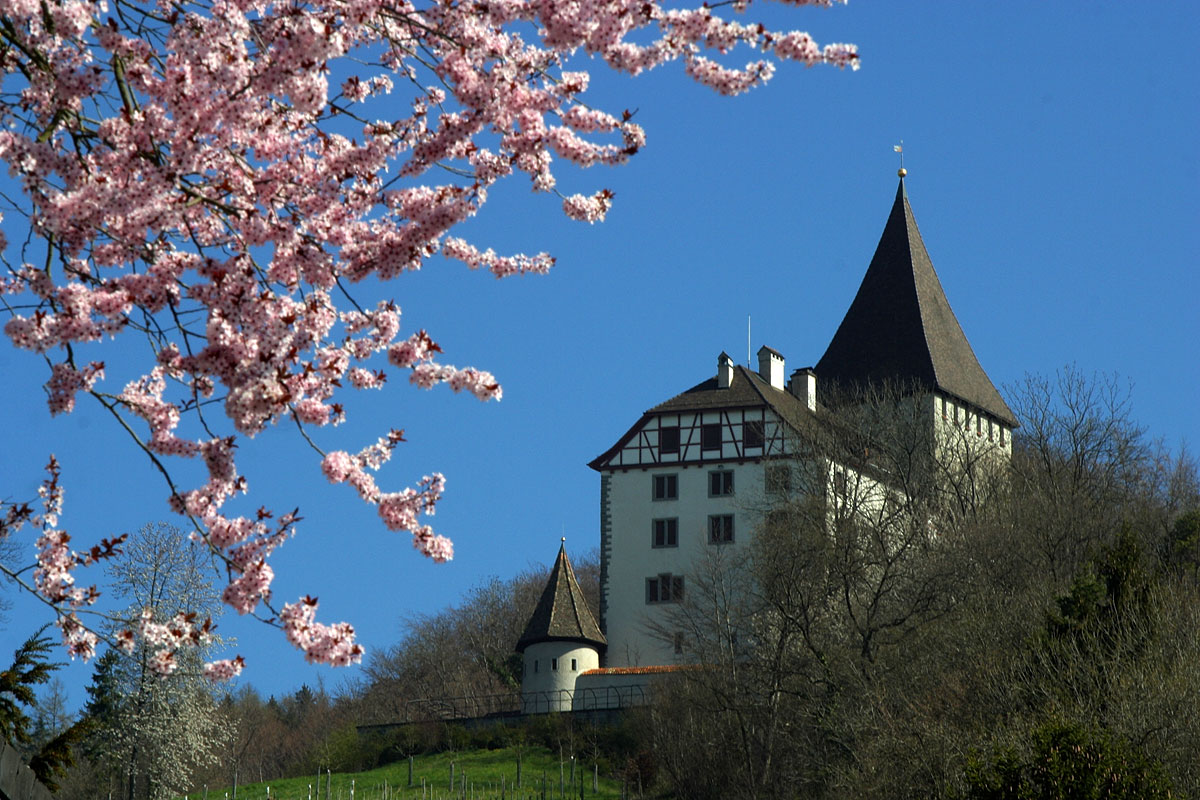
Castelul Weinfelden, proprietate privată

Vedere aeriană de la 600 m altitudine, de Walter Mittelholzer (1919)

În anul 124 d.Hr. deja exista un pod roman peste Thur în Weinfelden. Numele Weinfelden apare pentru prima dată într-un document din 838.
Weinfelden a fost de departe cel mai mare oraș din cantonul Thurgau. În 1798, Paul Reinhart și comitetul său au condus zona către eliberarea de sub dominația Eidgenossen (vechea Confederație Elvețiană a Cantoanelor din Evul Mediu). În 1803, Thurgau a devenit canton independent, cu sprijinul lui Napoleon, având Frauenfeld drept capitală.
În 1830, Thomas Bornhauser a vorbit în fața unei mari mulțimi din Weinfelden, cerând o constituție liberală pentru canton. Este unul dintre primele astfel de documente.
Portretele lui Paul Reinhart și ale lui Thomas Bornhauser sunt atârnate în Rathaus (primărie).
Deoarece se află în centrul cantonului, o parte a administrației cantonale se află în acest oraș, la fel ca și banca cantonului Thurgau. Marele consiliu al cantonului se întrunește la Weinfelden pe timpul iernii.

## Geografie
Weinfelden are o suprafață de 15,5 km pătrați. Din aceasta, 7,98 km pătrați (sau 51,5%) sunt folosiți în scopuri agricole, în timp ce 22,5% (3,48 km pătrați) sunt împăduriți. Din restul terenului, 3,9 km pătrați sau 25,2% sunt alocați clădirilor și drumurilor, iar 0,18 km pătrați sau 1,2% sunt fie râuri, fie lacuri.
Din suprafața construită, clădirile industriale au reprezentat 11,6% din suprafața totală, în timp ce locuințele și casele de locuit au reprezentat 3,9%, iar infrastructura de transport a reprezentat 2,8%. Infrastructura electrică și de alimentare cu apă, precum și alte tipuri de zone speciale în care s-au făcut investiții au reprezentat 1,4% din suprafață, în timp ce parcurile, centurile verzi și terenurile de sport au reprezentat 5,5%. Din suprafața împădurită, 20,1% din suprafața totală a terenului este puternic împădurită și 2,4% este acoperită cu livezi sau de pâlcuri de copaci. Din terenul agricol, 43,3% este folosit pentru cultivarea culturilor, în timp ce 8,2% este folosit pentru livezi sau culturi de viță de vie.

## Demografie
Weinfelden avea o populație de 11.534 locuitori (31 decembrie 2018)
. În 2008, 19,9% din populație erau cetățeni străini.  Pe parcursul a 10 ani (1997–2007) populația s-a schimbat cu o rată de 6,5%. Cea mai mare parte a populației vorbea (în 2000) germană (86,7%), italiana fiind a doua cea mai comună limbă (3,2%) și albaneza fiind pe locul al treilea (2,4%).
În 2008, distribuția pe sexe a populației a fost de 49,9% bărbați și de 50,1% femei. Populația era formată din 3.903 bărbați elvețieni (39,0% din populație) și 1.086 (10,9%) bărbați străini. De asemenea, erau 4.116 de femei elvețiene (41,1%) și 901 (9,0%) de femei care nu proveneau din această țară.
În 2008 au existat 65 de nașteri vii de cetățeni elvețieni și 24 de nașteri de cetățeni care nu sunt elvețieni, iar în același interval de timp au fost 96 de decese de cetățeni elvețieni. Ignorând imigrația și emigrarea, populația cetățenilor elvețieni a scăzut cu 31 de persoane, în timp ce populația străină a crescut cu 24. Au fost 5 bărbați elvețieni care au emigrat din Elveția în altă țară, 9 elvețience emigrate, 75 de bărbați străini care au plecat în altă țară și 38 de femei de altă naționalitate care au emigrat. Evoluția totală a populației elvețiene din localitate în 2008 (din toate sursele) a arătat o creștere de 24 de persoane, iar pentru cea a populației din afara Elveției - o creștere de 82 de persoane. Aceasta reprezintă o rată de creștere a populației de 1,1%.
La alegerile federale din 2007, cel mai popular partid a fost SVP (Partidul Popular Elvețian), care a primit 34,16% din voturi. Următoarele trei partide cele mai populare au fost FDP (18,78%), CVP (16,11%) și SP (10,75%). La alegerile federale s-au exprimat un total de 3.415 voturi, iar prezența la vot a fost de 51,0%.
Populația în diverse etape istorice este ilustrată în următorul tabel: 
| an   | populația |
| ---- | --------- |
| 1950 | 6.085     |
| 1960 | 7.213     |
| 1980 | 9.007     |
| 1990 | 9.299     |
| 2000 | 9.456     |

## Situri de patrimoniu de importanță națională
Gasthaus Zum Trauben, Castelul Bachtobel cu teascul său de vin, Rathaus (Sediul Consiliului Local) și Biserica Reformată sunt enumerate ca situri de patrimoniu elvețian de importanță națională. Satul ce aparține de Weinfelden și zona Ottenberg Südhang fac ambele parte din Inventarul siturilor patrimoniului elvețian.

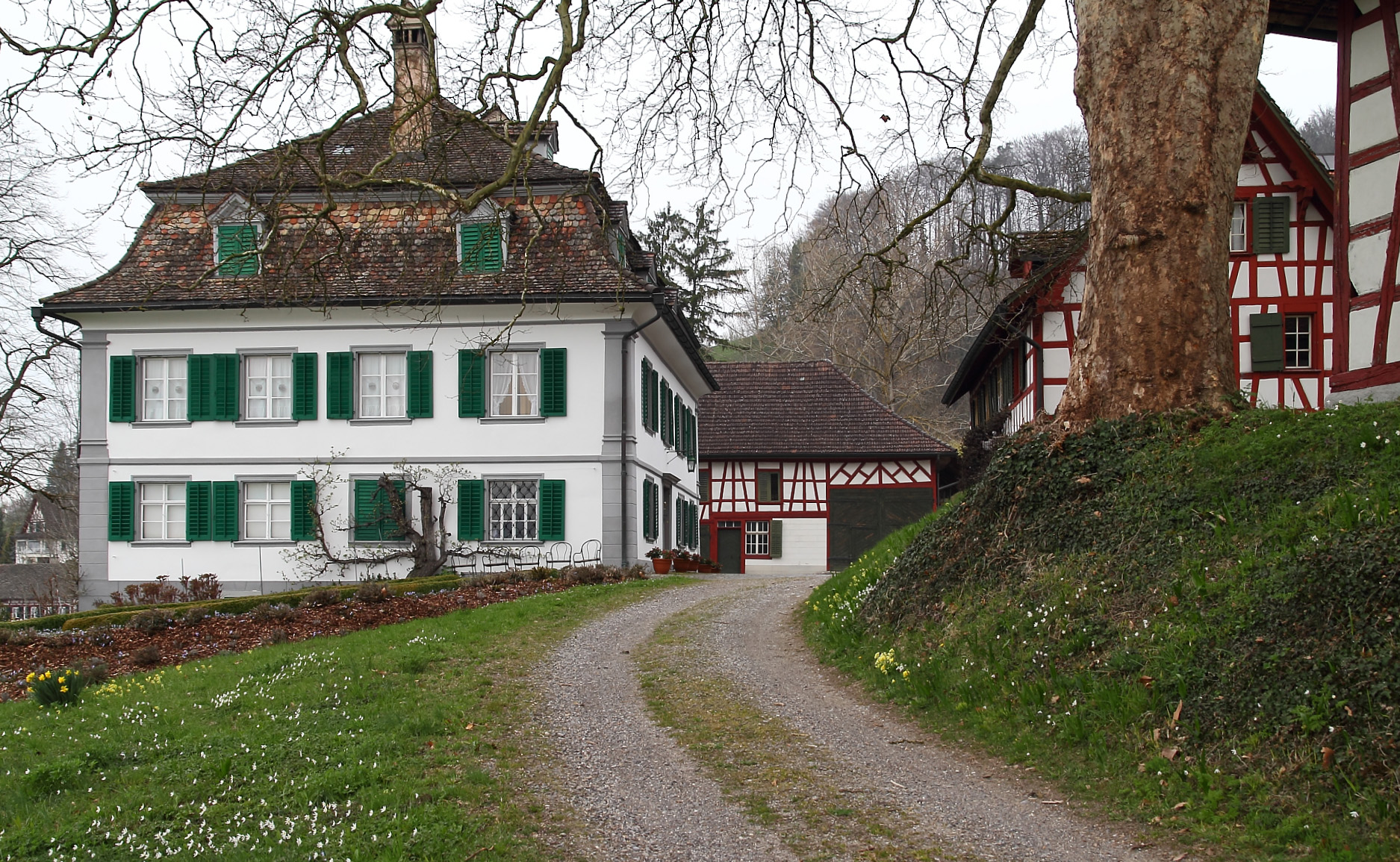
Castelul Bachtobel
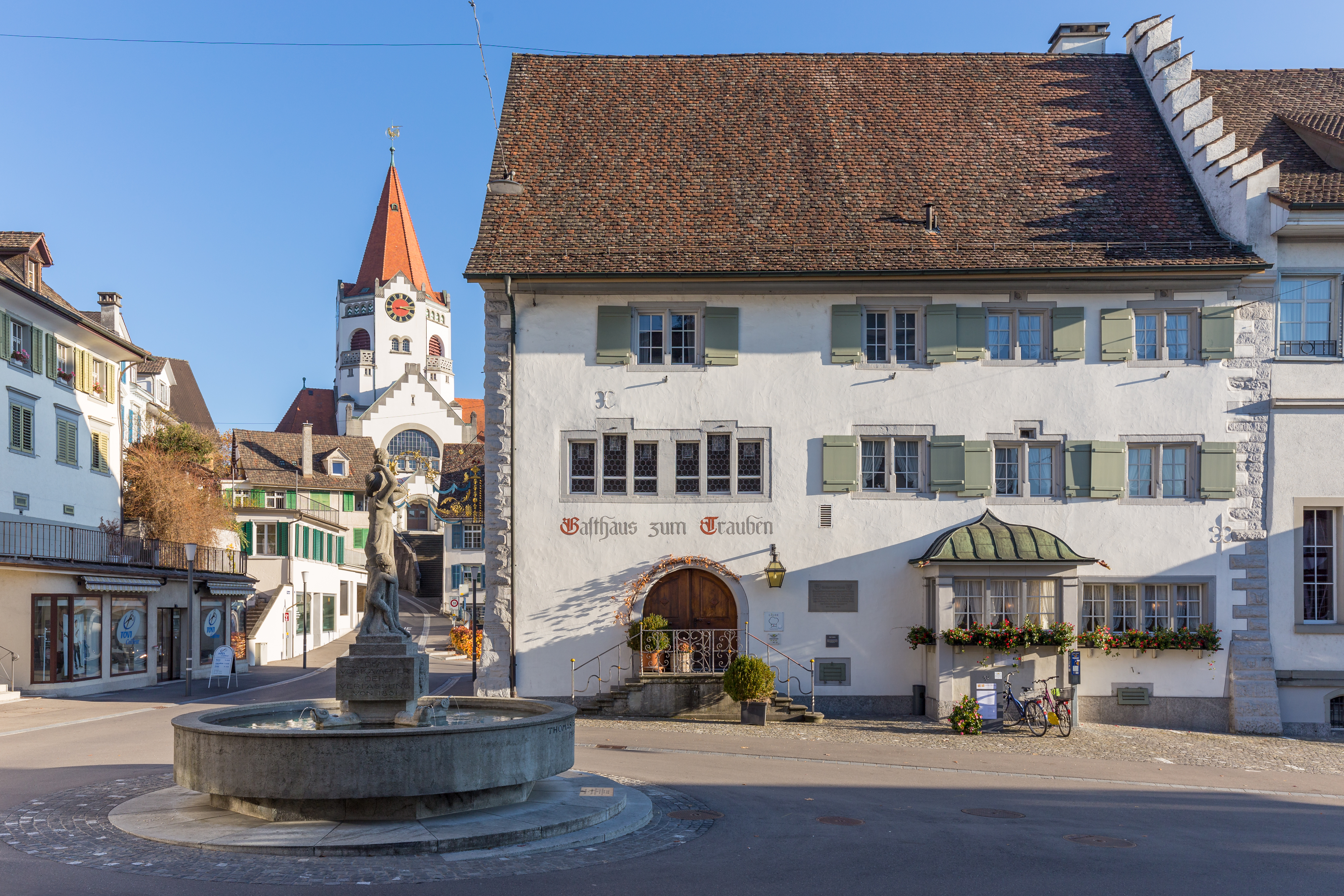
"Gasthaus zum Trauben" și Biserica Reformată
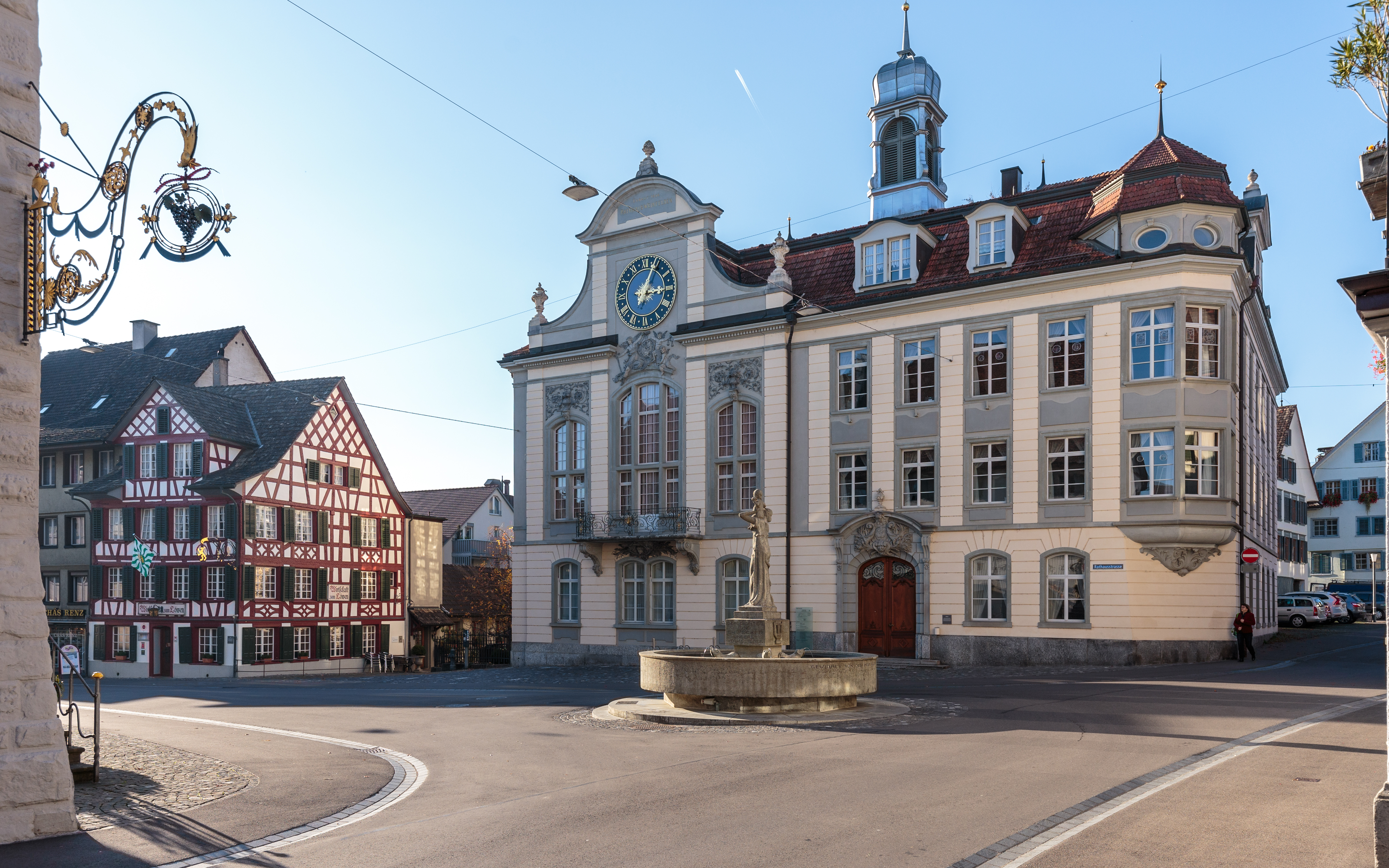
"Rathaus" și "Wirtschaft zum Löwen"
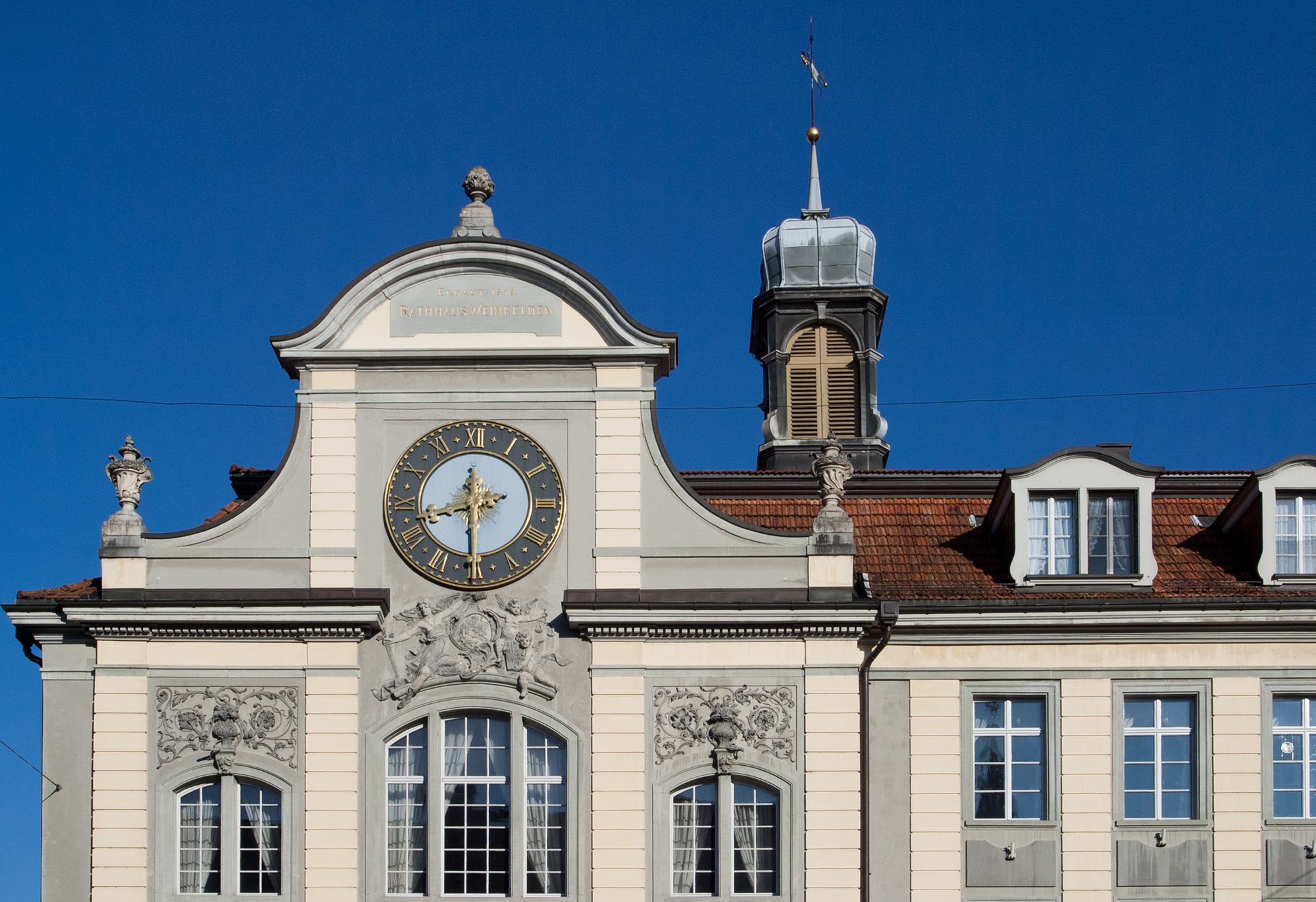
Rathaus⁠(d) (sediul consiliului local)
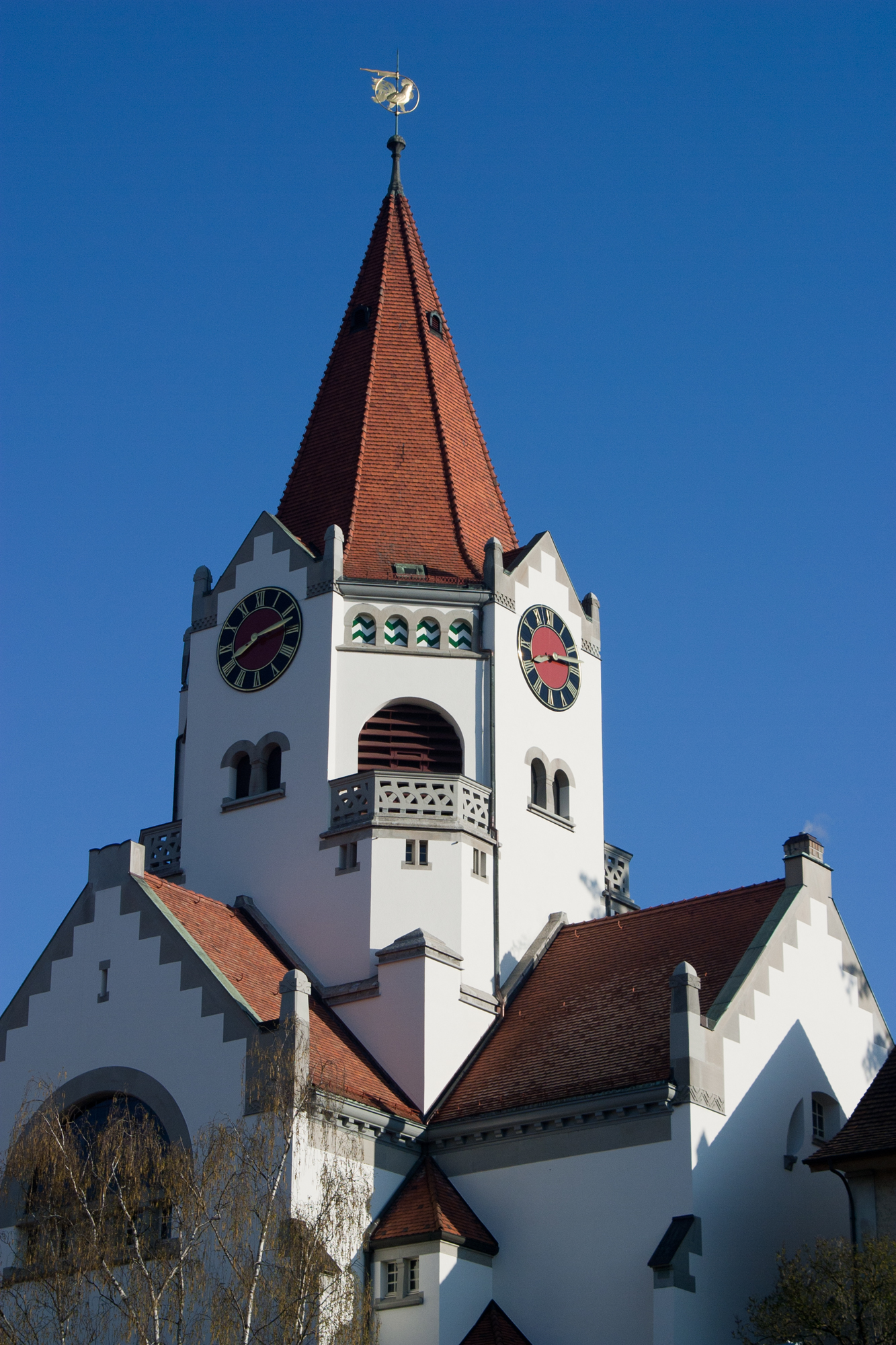
Biserica Reformată

## Economie
În 2007, Weinfelden a avut o rată a șomajului de 1,82%. În 2005, în sectorul economic primar erau angajate 164 de persoane și aproximativ 55 de întreprinderi erau implicate. În sectorul secundar erau angajați 1.908 oameni și existau 123 de afaceri. În sectorul terțiar erau angajate la 489 de afaceri un total de 4.380 de persoane. În anul 2000, 6.210 muncitori locuiau în municipalitate. Dintre aceștia, 2.187 sau aproximativ 35,2% dintre rezidenți lucrau în afara Weinfelden, în timp ce 4.071 de persoane făcueau naveta în municipalitate pentru muncă. În zonă erau în total 8.094 locuri de muncă (de cel puțin 6 ore pe săptămână). Din populația activă, 12,3% au folosit transportul public pentru a ajunge la locul de muncă, iar 40,1% au folosit o mașină personală.

## Religie

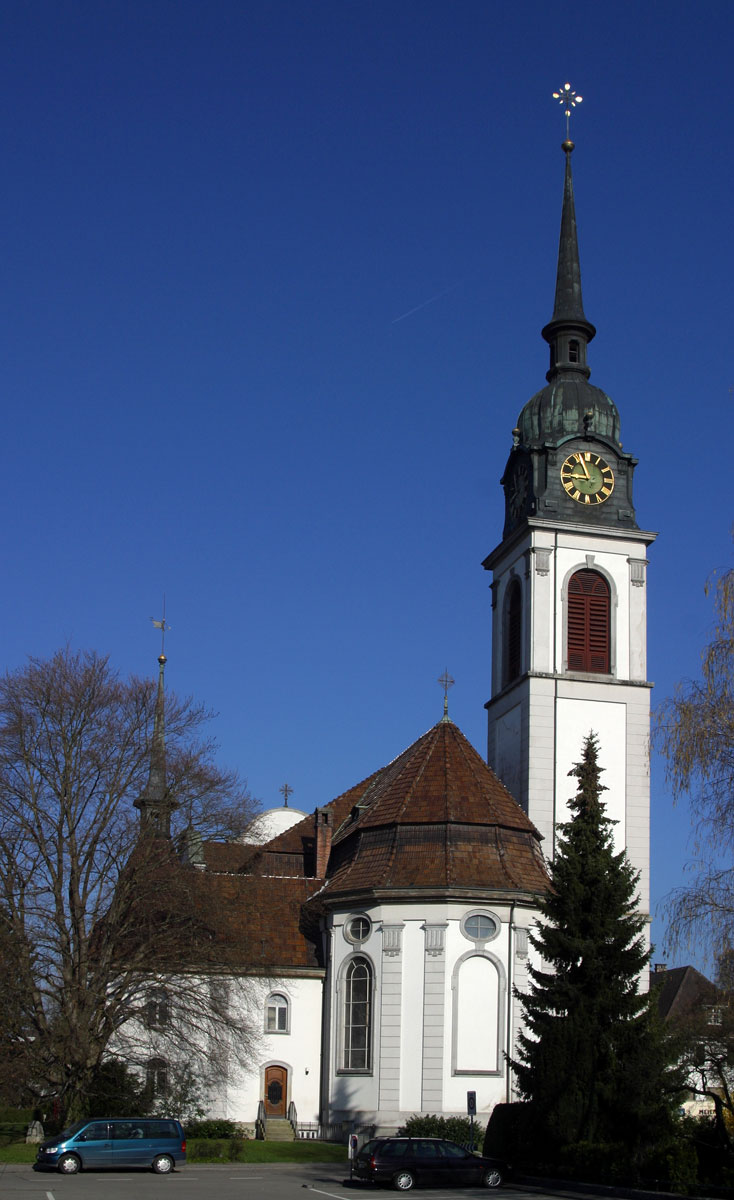
Biserica catolică din Weinfelden

În 2000, 3.087 sau 32,6% erau romano-catolici, în timp ce 4.271 sau 45,2% aparțineau Bisericii Reformate Elvețiene. Din restul populației, 4 erau vechi catolici (sau aproximativ 0,04% din populație), care aparțineau Bisericii Creștin Catolice din Elveția, 128 de persoane (sau aproximativ 1,35% din populație) aparțineau Bisericii Ortodoxe, și 412 indivizi (sau aproximativ 4,36% din populație) aparțineau unei alte biserici creștine. Treisprezece persoane (sau aproximativ 0,14% din populație) erau evrei și 599 (sau aproximativ 6,33% din populație) erau de rit islamic. Existau 96 de persoane (sau aproximativ 1,02% din populație) care aparțineau unei alte biserici (nelistate la recensământ), 536 (sau aproximativ 5,67% din populație) neaparținând nici unei biserici, fiind agnostici sau atei și 310 persoane (sau aproximativ 3,28% din populație) nu au răspuns la întrebare.

## Vremea
Weinfelden are în medie 130,7 zile de ploaie sau zăpadă pe an și primește în medie 929 mmm de precipitații. Luna cea mai bogată în precipitații este luna iunie, când Weinfelden primește o medie de 109 mm de ploaie sau ninsoare. În această lună sunt precipitații timp o medie de 12,1 zile. Luna cu cele mai multe zile de precipitații este mai, cu o medie de 12,9, dar cu doar 97 mm de ploaie sau ninsoare. Luna anului cu cele mai puține precipitații este martie, cu o medie de 57 mm de precipitații timp de 12,1 zile.

## Educație
În Weinfelden, aproximativ 67,6% din populație (între 25-64 de ani) a absolvit fie studii medii de nivel neobligatoriu, fie studii superioare suplimentare (fie universitate, fie o Fachhochschule - o universitate de științe aplicate). Weinfelden găzduiește biblioteca Regionalbibliothek Weinfelden.

## Transport

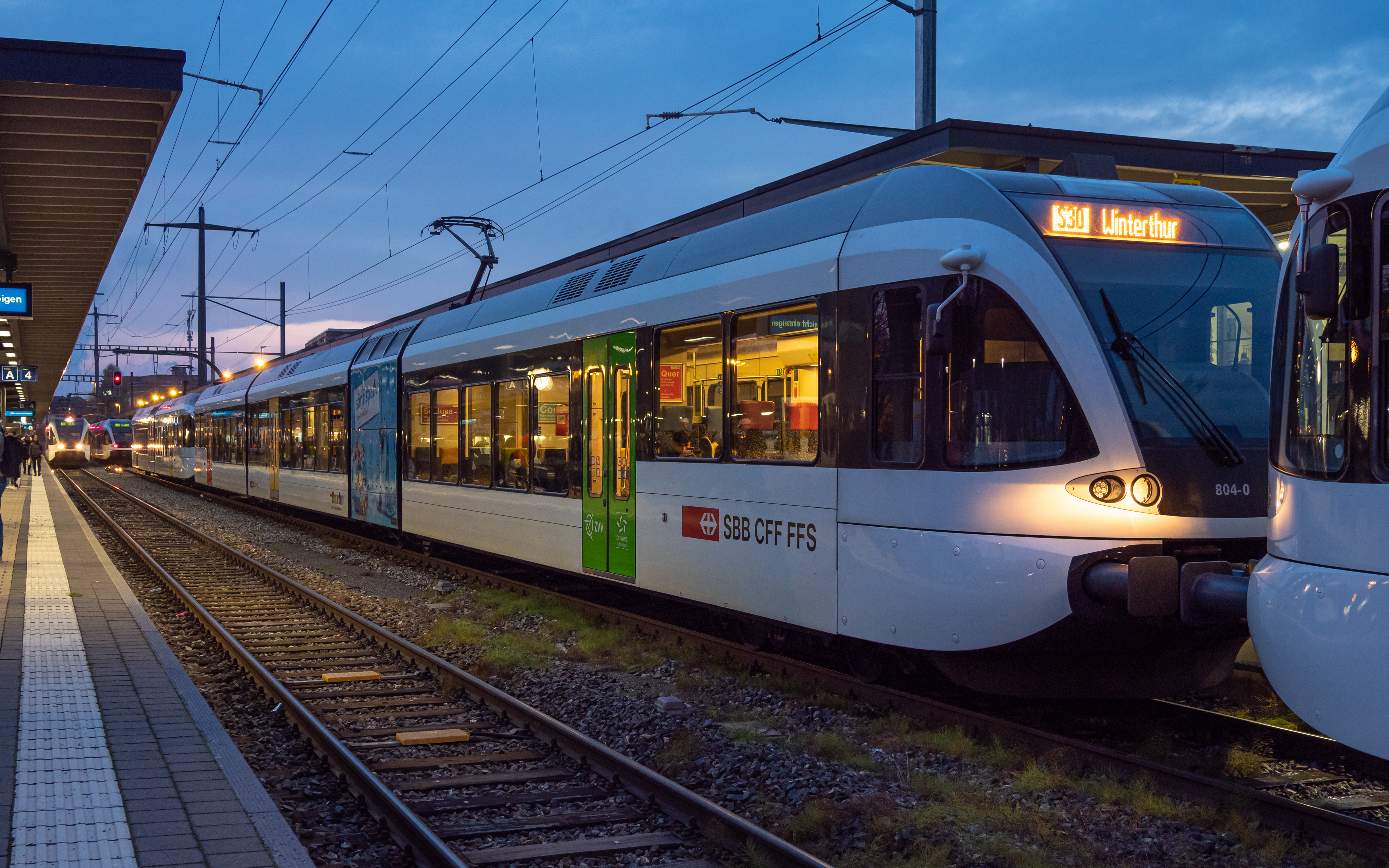
Trenuri locale ale companiei de căi ferate Thurbo la gara Weinfelden

Gara Weinfelden este o stație de tip terminal a rețelei de căi ferate S-Bahn Zürich pe liniile S24 și S30. Orașul este cel mai important nod feroviar din Cantonul Thurgau. Datorită poziționării sale geografice, există trenuri către toate colțurile cantonului, inclusiv către Frauenfeld și unele duc mai departe către Zurich, Kreuzlingen sau chiar spre Konstanz în Germania, Romanshorn și Wil.

## Oameni de seamă ai localității

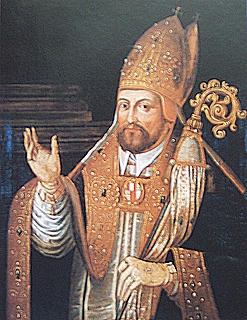
Johann Otto von Gemmingen

- Johann Otto von Gemmingen (1545–1598), episcop de Augsburg din 1591 până în 1598, crescut în Castelul Weinfelden
- Heinrich Häberlin (1868 la Weinfelden – 1947), politician elvețian, judecător și membru al Consiliului Federal Elvețian 1920-1934
- Heinz Rutishauser (1918, în Weinfelden – 1970), matematician elvețian și pionier al analizei numerice moderne și al informaticii.
- August von Finck Jr. (născut în 1930), om de afaceri miliardar german din Elveția, locuiește în Castelul Weinfelden
- Peter Stamm (născut în 1963), scriitor elvețian de proză, dramă radiofonică și de piese de teatru într-un stil rece și răsfirat; crescut la Weinfelden
- Brenda Mäder (născută în 1986), tânără politiciană elvețiană, crescută în Weinfelden